# Kevin Strootman
Kevin Strootman (Ridderkerk, 13 de fevereiro de 1990) é um ex-futebolista holandês que atuava como meio-campista. Seu último clube foi o Genoa.

## Carreira

### Sparta Roterdã
Iniciou sua carreira defendendo equipes inexpressivas do futebol local, tendo como primeiro clube o tradicional Sparta Roterdã,[carece de fontes?] onde chegou com dezessete anos. Em sua primeira temporada no clube, disputou apenas três partidas na equipe principal, tendo atuações desastrosas. No entanto, a partir da segunda temporada passou a desempenhar um papel importante na equipe. Já na terceira, mantendo atuações regulares, não conseguiu evitar o rebaixado do Sparta. Iniciou uma quarta temporada, disputando doze partidas e anotando quatro tentos,< mas durante a segunda janela de transferências deixou o clube e assinou com o Utrecht.[carece de fontes?]

### PSV Eindhoven
Sua passagem por seu segundo clube professional, no entanto, acabou sendo breve, tendo deixado o clube ao término da temporada, juntamente com seu companheiro Dries Mertens, rumando para o PSV Eindhoven,[carece de fontes?] que pagou treze milhões de euros pelos dois. Ainda durante sua passagem pelo Utrecht, Strootman recebeu suas primeiras convocações para a seleção neerlandesa, tendo feito sua estreia em 9 de fevereiro de 2011, frente à Áustria (vitória neerlandesa por 3 x 1), apenas quatro dias antes de completar 21 anos.[carece de fontes?]

### Roma
Suas atuações destacadas pelo PSV lhe renderam uma transferência para o futebol italiano, assinando um contrato de cinco temporadas com a Roma, que pagou dezessete milhões de euros por sua transferência, podendo este valor chegar aos dezenove, dependendo do desempenho do neerlandês.

### Olympique de Marseille
No dia 26 de agosto de 2018, Strootman acertou com o Olympique de Marseille, por 25 milhões de euros, podendo chegar a 31 milhões de euros.

## Títulos

#### PSV Eindhoven
- Copa dos Países Baixos: 2011–12
- Supercopa dos Países Baixos: 2012

#### Olympique de Marseille
- EA Ligue 1: 2019